# Арена О2 (Праг)
Арена О2 (чеш. O2 Arena) је вишенаменска дворана у Прагу, Чешка. Отворена је у марту 2004. године а њена изградња је коштала око 347 милиона евра. Првобитно име арене је било Сазка арена, али је од марта 2008. године арена добила име О2. Први догађај који је угостила је светско првенство у хокеју на леду 2004. године. Своје утакмице као домаћин у овој арени игра хокејашки клуб Славија из Прага који се такмичи у чешкој Екстралиги. Арена је била домаћин завршног турнира евролиге у кошарци 2006. године.

## Недавни догађаји
У октобру 2008. године НХЛ екипе Њујорк ренџерси и Тампа беј лајтнингси су отвориле НХЛ сезону 2008/09. са две утакмице у Арени О2.
У децембру 2008. године у арени су одржане утакмице завршне фазе светског првенства у флорболу, укључујући и финале у којем је Финска победила Шведску са 7:6.
У октобру 2010. године НХЛ екипе Бостон бруинси и Финикс којотси су одиграле две утакмице у склопу 2010/11. НХЛ сезоне. 
У септембру 2011. године арена је била домаћин групе Д Европског првенства у одбојци за мушкарце у којој су се такмичиле екипе Словачке, Бугарске, Пољске и Немачке.

## Концерти у арени
| - Ејси диси - Aerosmith - Ансамбл Александров - Андреа Бочели - Arakain - Аврил Лавињ - Batsheva Dance Company - Бијонсе Ноулс - Black Eyed Peas - Боб Дилан - Брајан Адамс - Селин Дион - Кристина Агилера - Cirque du Soleil - Cloud Gate Dance Theatre - бл - Сајпрес Хил - Дип перпл - Дипеш Мод - Eagles - Elán - Елтон Џон - Ерик Клептон - Ерос Рамацоти - Генезис - Џорџ Мајкл - Green Day - Gregorian - Guns N' Roses - Гвен Стефани | - Holiday on Ice - Жан Мишел Жар - Џо Кокер - Хосе Карерас - Judas Priest - Кабат - Карел Гот - Kiss - Кајли Миног - Лејди Гага - Лени Кравиц - Леонард Коен - Limp Bizkit - Линкин Парк - Лајонел Ричи - Lord of the Dance - Лучано Павароти - Мадона - Мама миа! - Mark Knopfler - Карлос Сантана - Михал Давид - Моби - Monkey Business - Mötley Crüe - Nine Inch Nails - Но нејм - Олимпик - Ози Озборн - Paul van Dyk | - Перл Џем - Фил Колинс - Пинк - Квин & Пол Роџерс - R.E.M. - Рамштајн - Red Hot Chili Peppers - Ричард Милер - Ријана - Риверденс - Роберт Плент & Strange Sensation - Roger Waters - Scooter - Scorpions - Sensation White - Шакира - Симпли ред - Снуп Дог - Spanish National Dance Company - Стинг - The Slade - The Sweet - Tiësto - Тина Тарнер - Tokio Hotel - Том Џоунс - Ванеса Меј - Wanastowi Vjecy - Јес - Zappa Plays Zappa |

## Технички детаљи
- Број спратова: 6
- Квадрата: 35.000 m2
- Капацитет: до 18.000 гледалаца (зависи од догађаја)
- Клупских у луксузних места: 2.460
- Новинских кабина: 66
- Party Boxes: 4
- Места у баровима, ресторанима и кафеима: 2.900
- Паркинг: 280 места
- Популација коју обухвата: 1,5 до 1,8 милиона људи

## Галерија
- Унутрашњост Арене О2
- Поглед из улице Оцеларска
- Сазка Арена у јуну 2007. године, пре концерта Озија Озборна.